# Ouvrage de Saint-Ours Bas
L'ouvrage de Saint-Ours Bas, ou du bas de Saint-Ours, est une fortification faisant partie de la ligne Maginot, située sur la commune de Val d'Oronaye, dans le département des Alpes-de-Haute-Provence.
Il s'agit d'un petit ouvrage monobloc, qui devait faire barrage sur la route nationale 101. Il se trouve en contrebas du gros ouvrage de Saint-Ours Haut.

## Description
L'ouvrage est construit au fond de la vallée de l'Ubayette, à 1 450 mètres d'altitude, en amont du village de Meyronnes. L'ouvrage a pris le nom du hameau de Saint-Ours, surplombé par les rochers de Saint-Ours, dont la crête atteint les 3 000 m d'altitude.

### Position sur la ligne
Dans les Alpes, les fortifications françaises barrent les différents axes permettant de franchir la frontière franco-italienne et d'entrer en France. Ces défenses contrôlent les principales vallées, formant le plus souvent deux lignes successives : d'abord la ligne des avant-postes, ensuite la « ligne principale de défense ». Cette dernière s'appuie sur de gros ouvrages bétonnés.
Dans le cas de la vallée de l'Ubayette, le barrage (appelé le « barrage de Larche ») se situe à hauteur de Meyronnes (c'est le « quartier Meyronnes », une subdivision du secteur fortifié du Dauphiné), composée de trois ouvrages : le gros ouvrage de Roche-la-Croix sur l'ubac, le petit ouvrage de Saint-Ours Bas en fond de vallée, et le gros ouvrage de Saint-Ours Haut sur l'adret, les deux ouvrages d'artillerie installés sur les versants croisant leurs feux pour se soutenir mutuellement. L'ensemble est précédé en amont par l'avant-poste de Larche soutenu par les vieilles batteries de Viraysse et de Mallemort, et renforcé légèrement en aval par trois abris (de l'Ancien-Camp, de Fontvive Nord-Ouest et de Saint-Ours Nord-Est).

### Bloc

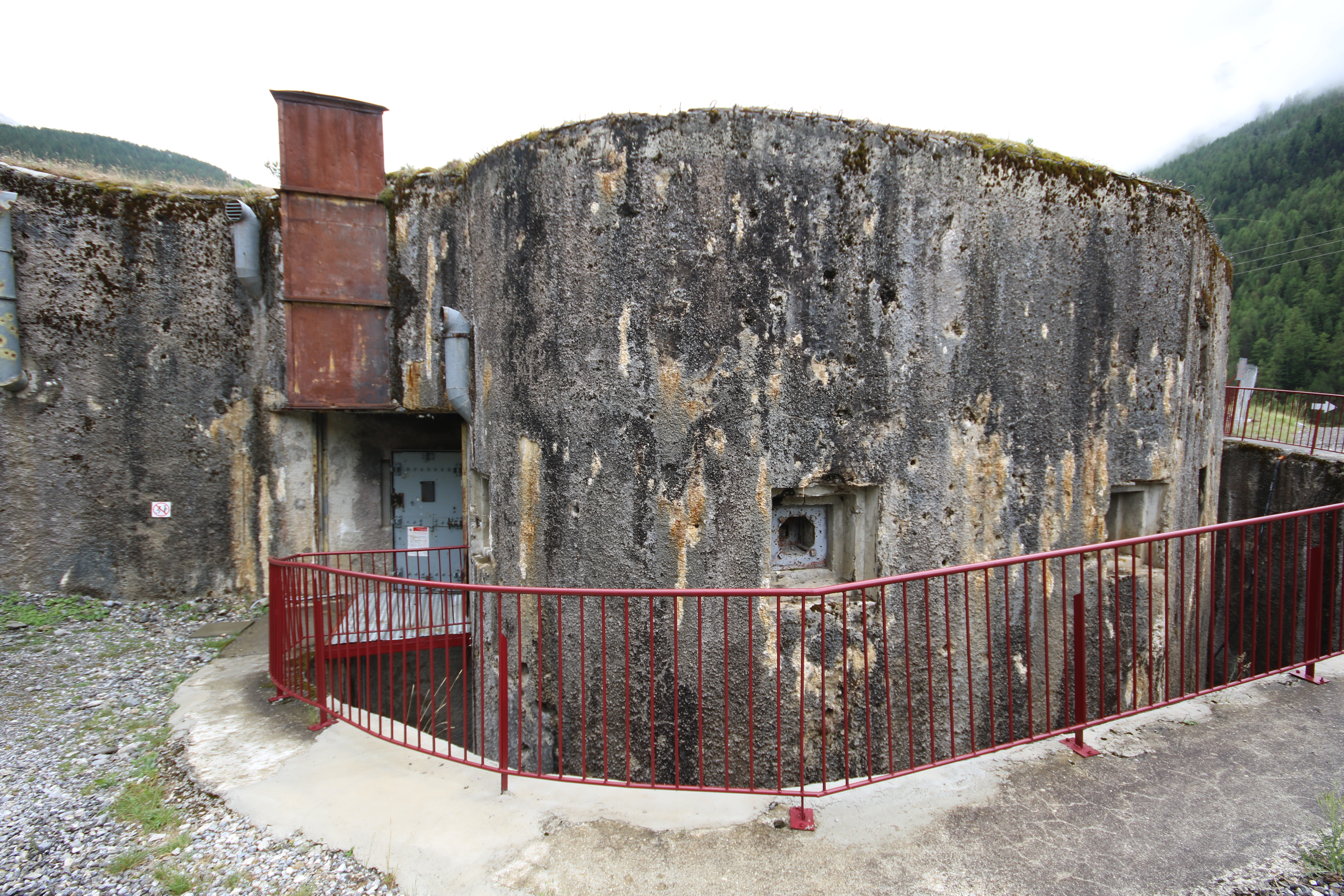
L'entrée de l'ouvrage de Saint-Ours-Bas, le fossé étant désormais sécurisé par une barrière.

L'ouvrage est monobloc ce qui veut dire que son bloc de combat fait aussi office d'entrée. C'est en fait une grosse casemate.
L'armement du bloc était six créneaux pour fusil-mitrailleur type MAC 24/29, un mortier de 50 mm modèle 1935, trois cloches pour mitrailleuses et deux cloches GFM type A. Les mitrailleuses tirent frontalement, dans l'axe de la vallée vers l'amont.

### Souterrain
Les installations souterraines de l'ouvrage se limitent à l'étage inférieur du bloc.
L'ouvrage était alimenté par deux groupes électrogènes, composés chacun d'un moteur Diesel SMIM 2 SR 14 (deux cylindres, fournissant 24 ch à 750 tr/min) couplé à un alternateur, complétés par un petit groupe auxiliaire (un moteur CLM 1 PJ 65, de 8 ch à 1 000 tr/min) servant à l'éclairage d'urgence de l'usine et au démarrage pneumatique des gros diesels. Le refroidissement des moteurs se fait par circulation d'eau.

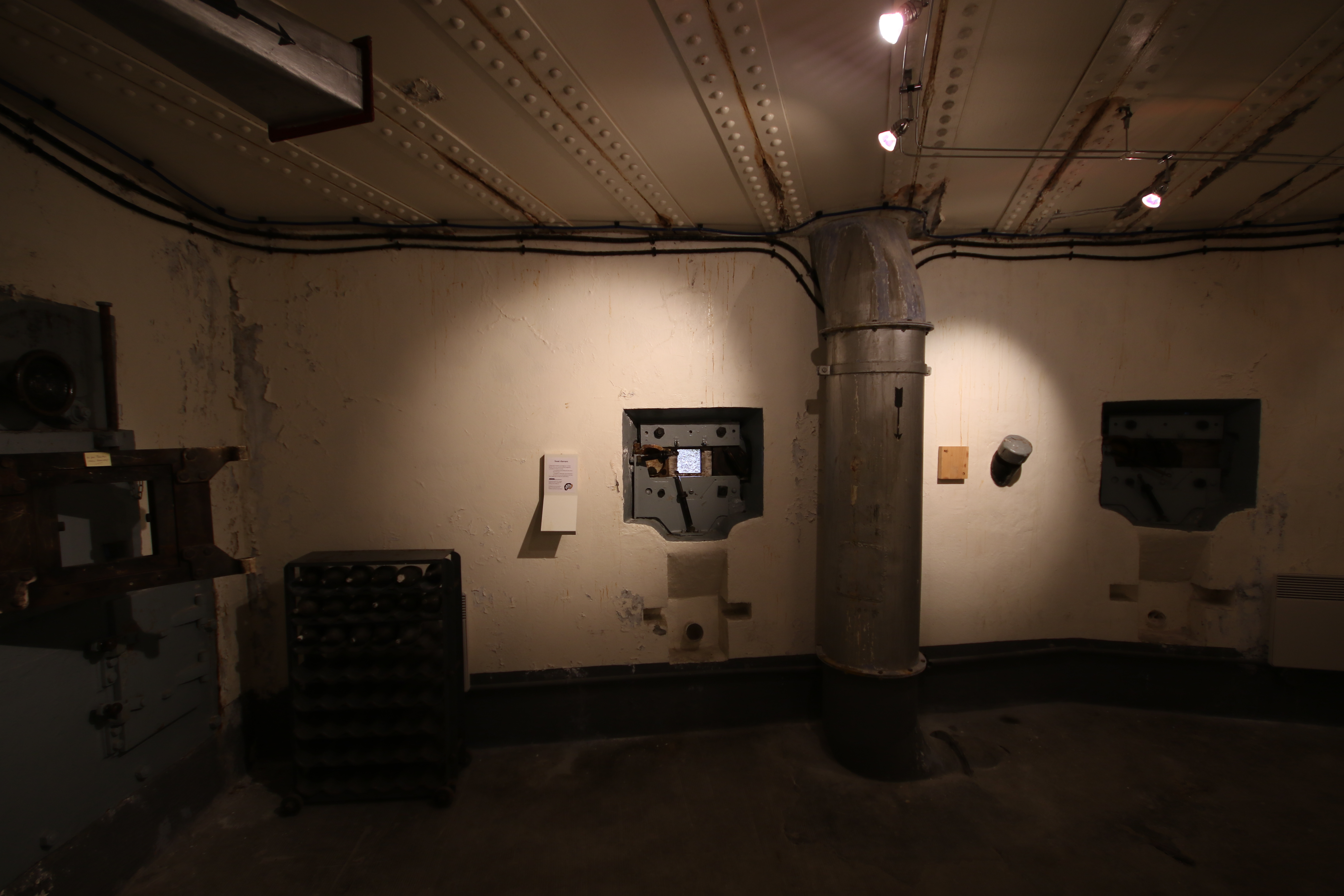
L'intérieur de la caponnière de l'ouvrage.
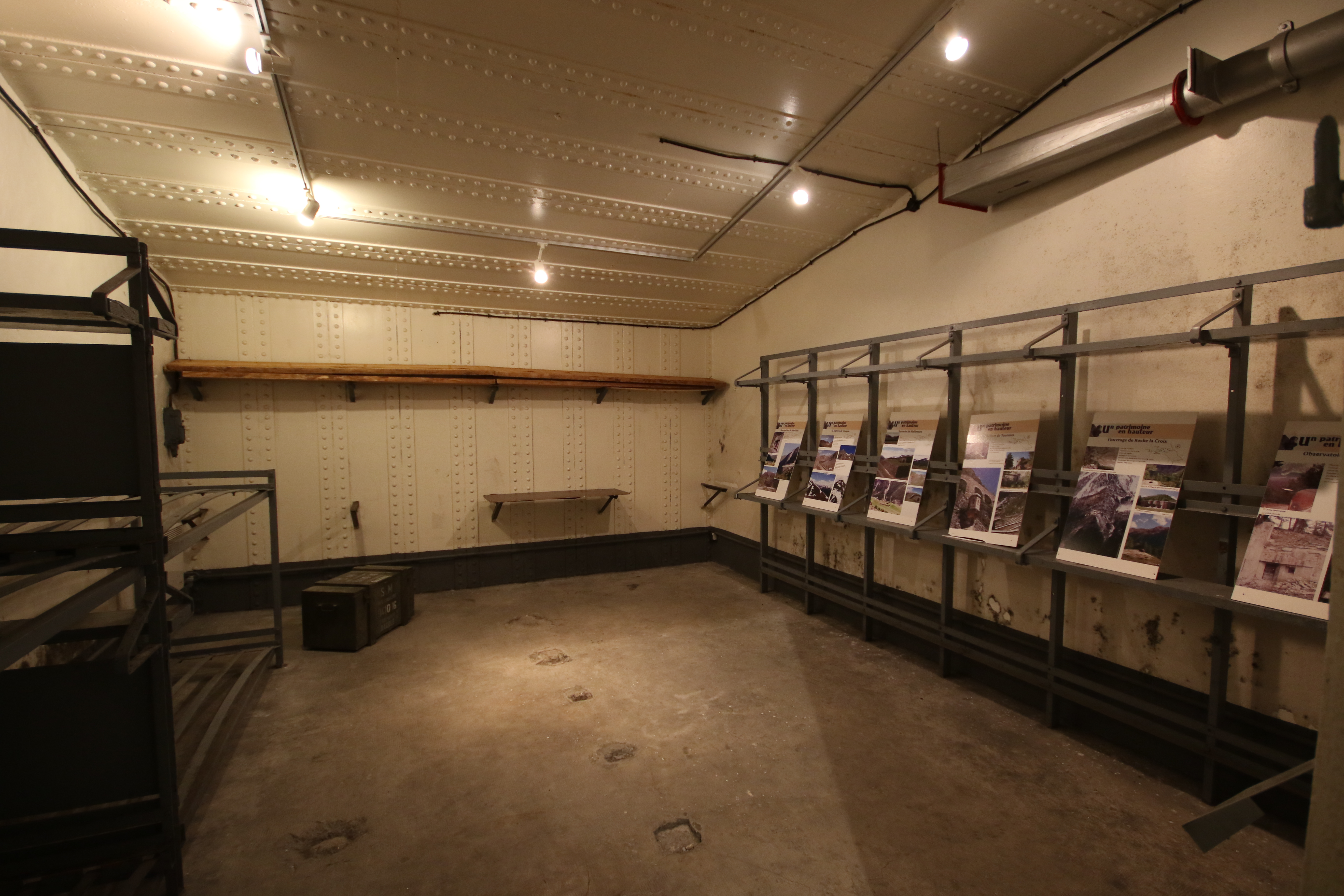
Une chambrée transformé en salle d'exposition.
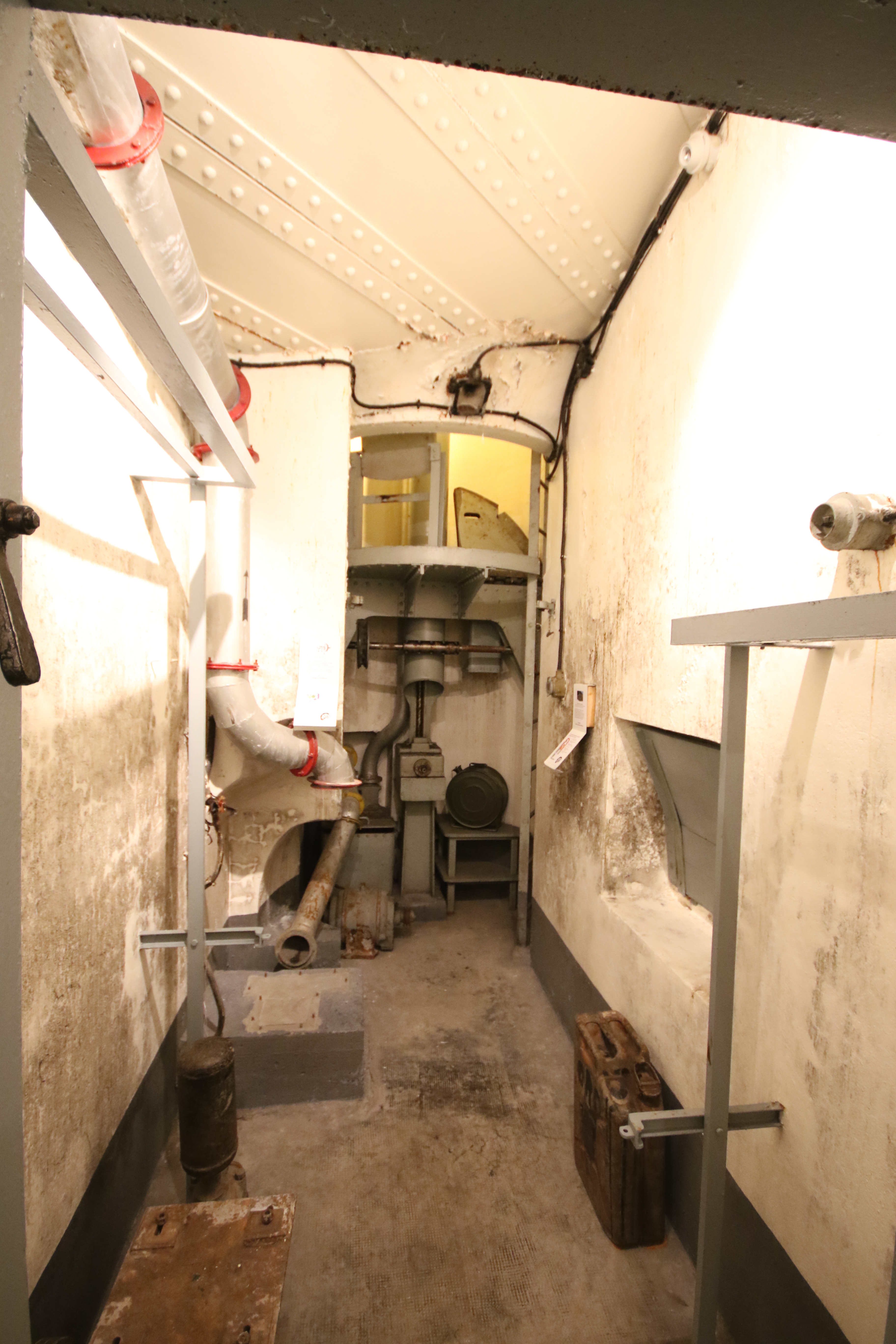
Cloche GFM de l'ouvrage de Saint-Ours Bas.

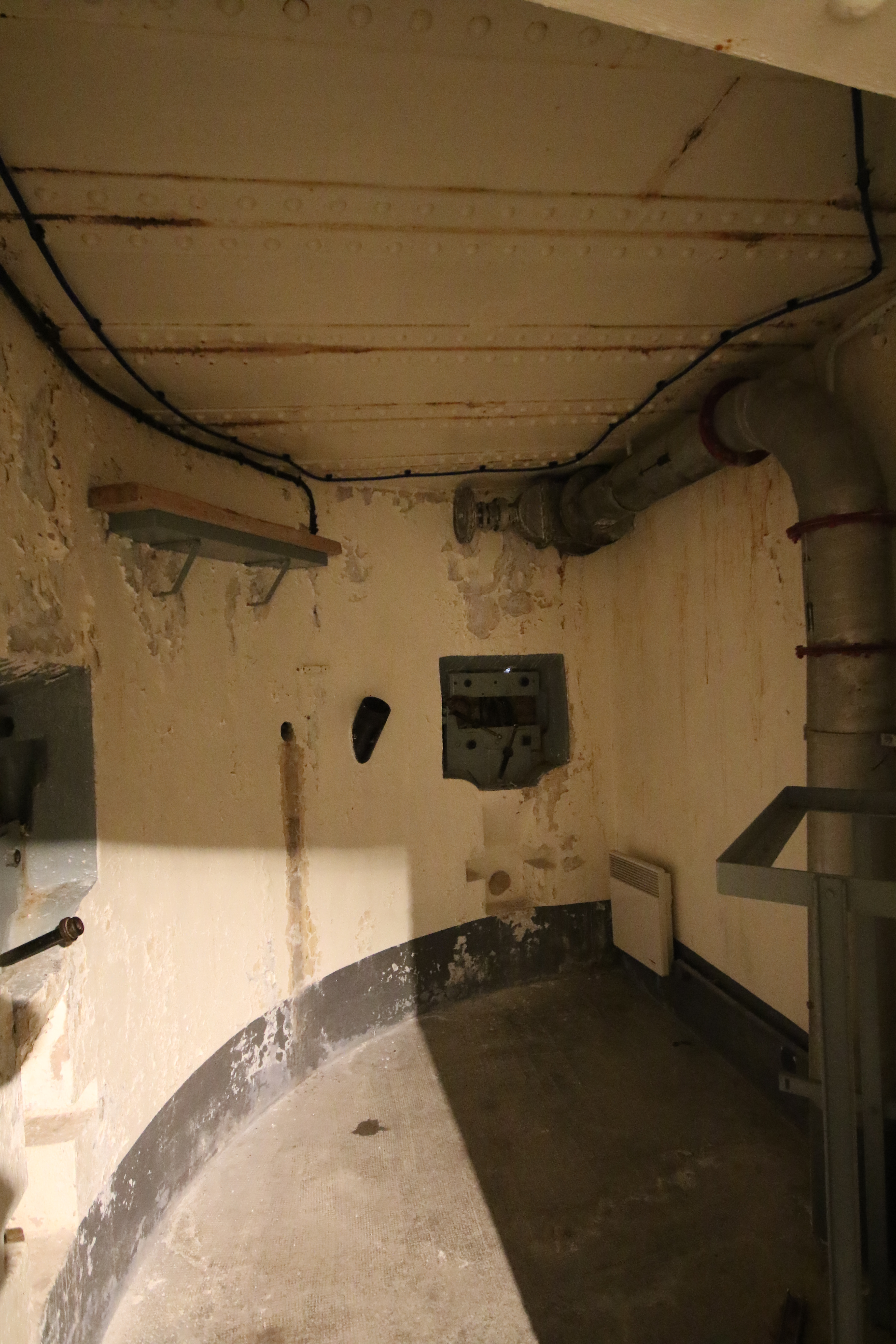
La chambre de tir.
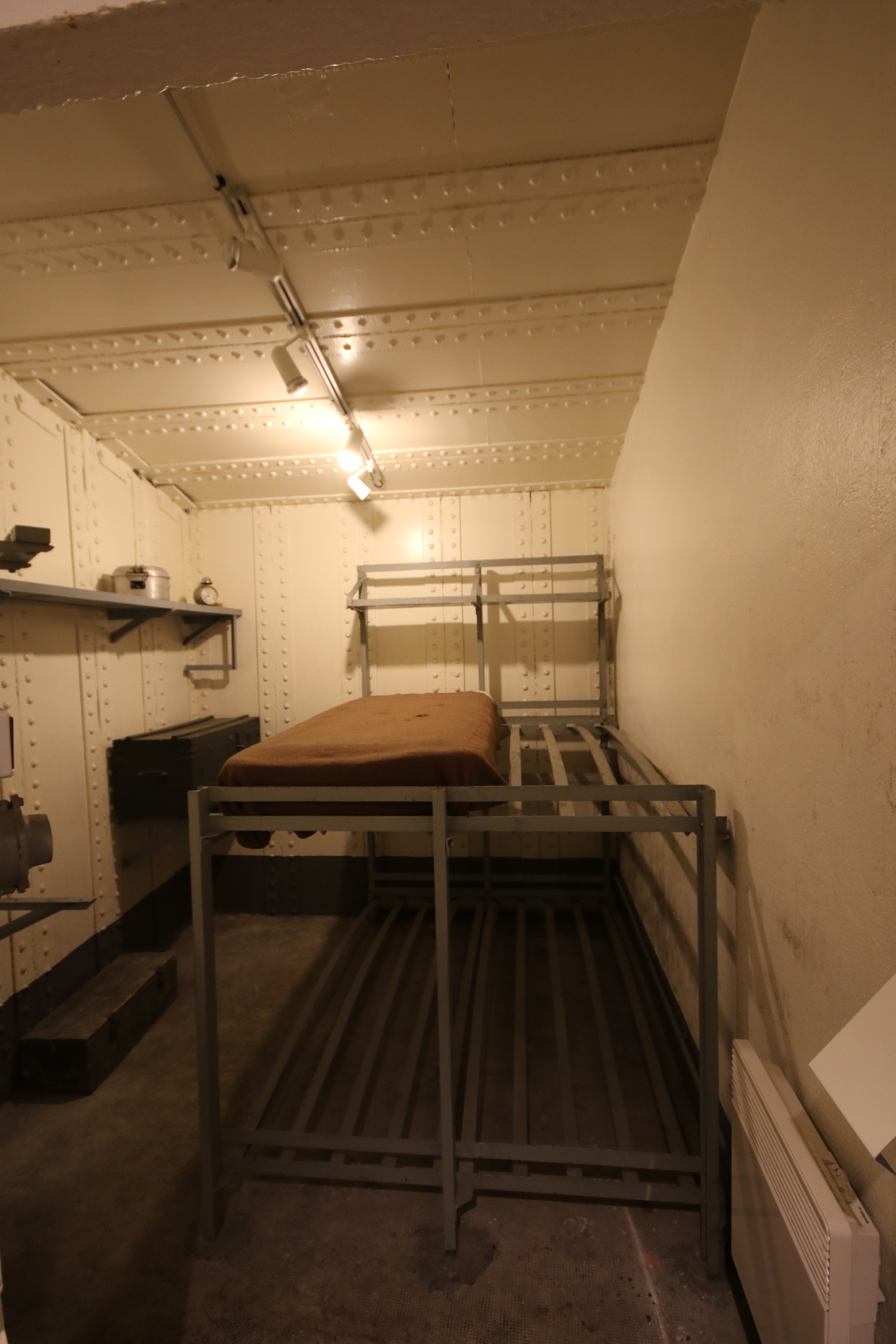
Chambre pour 4 hommes.
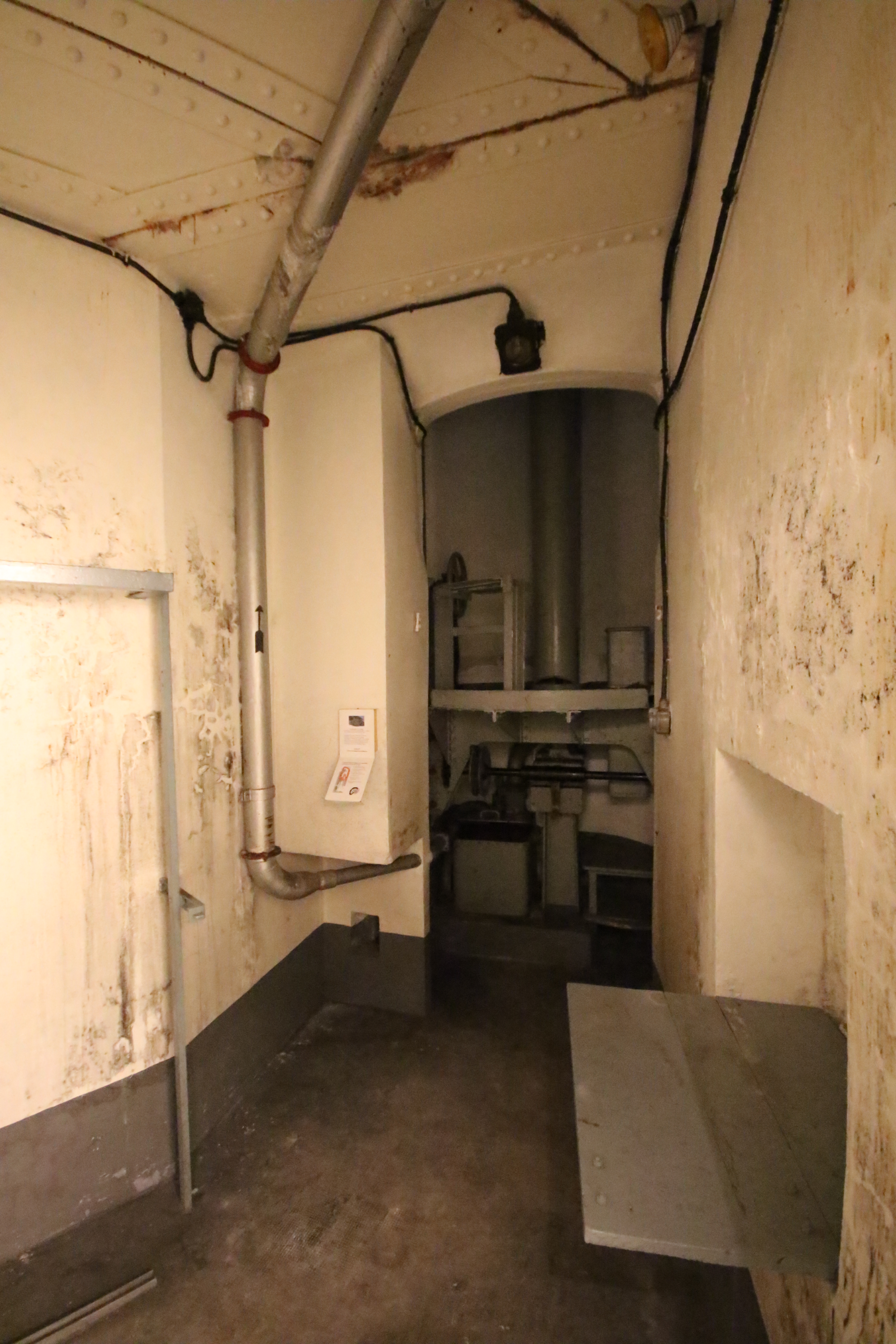
Cloche GFM de l'ouvrage.
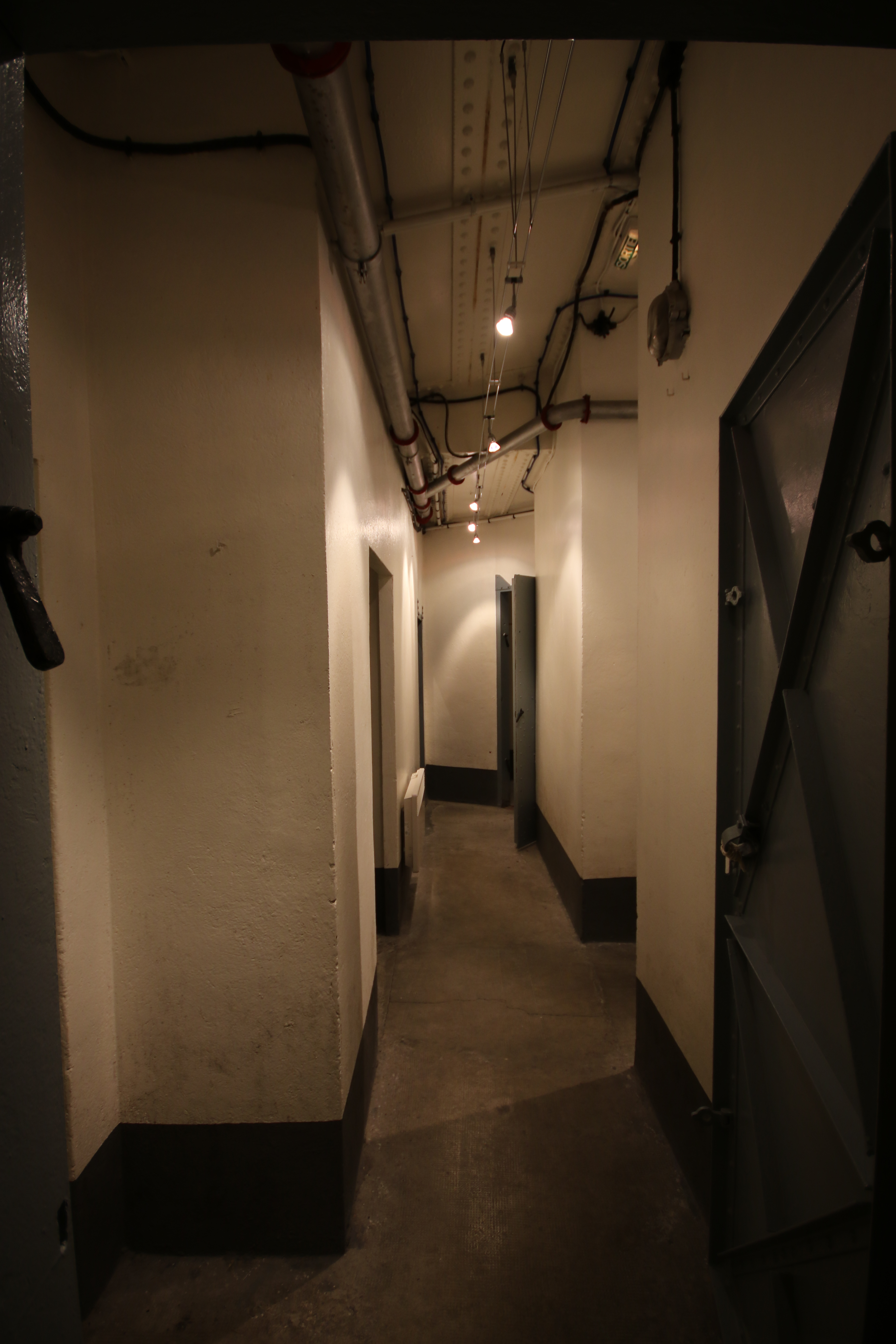
Le couloir.
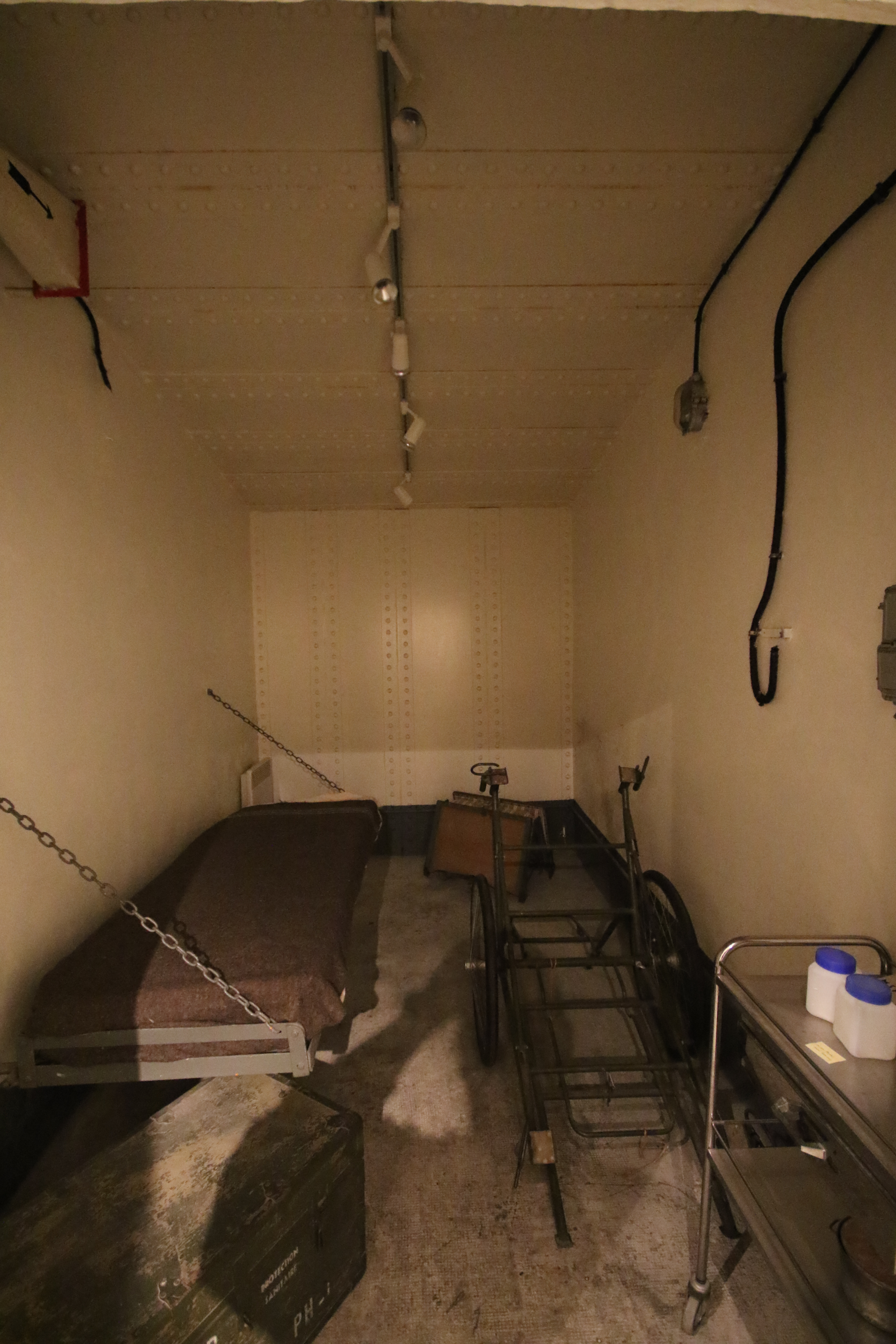
Magasin à munitions.
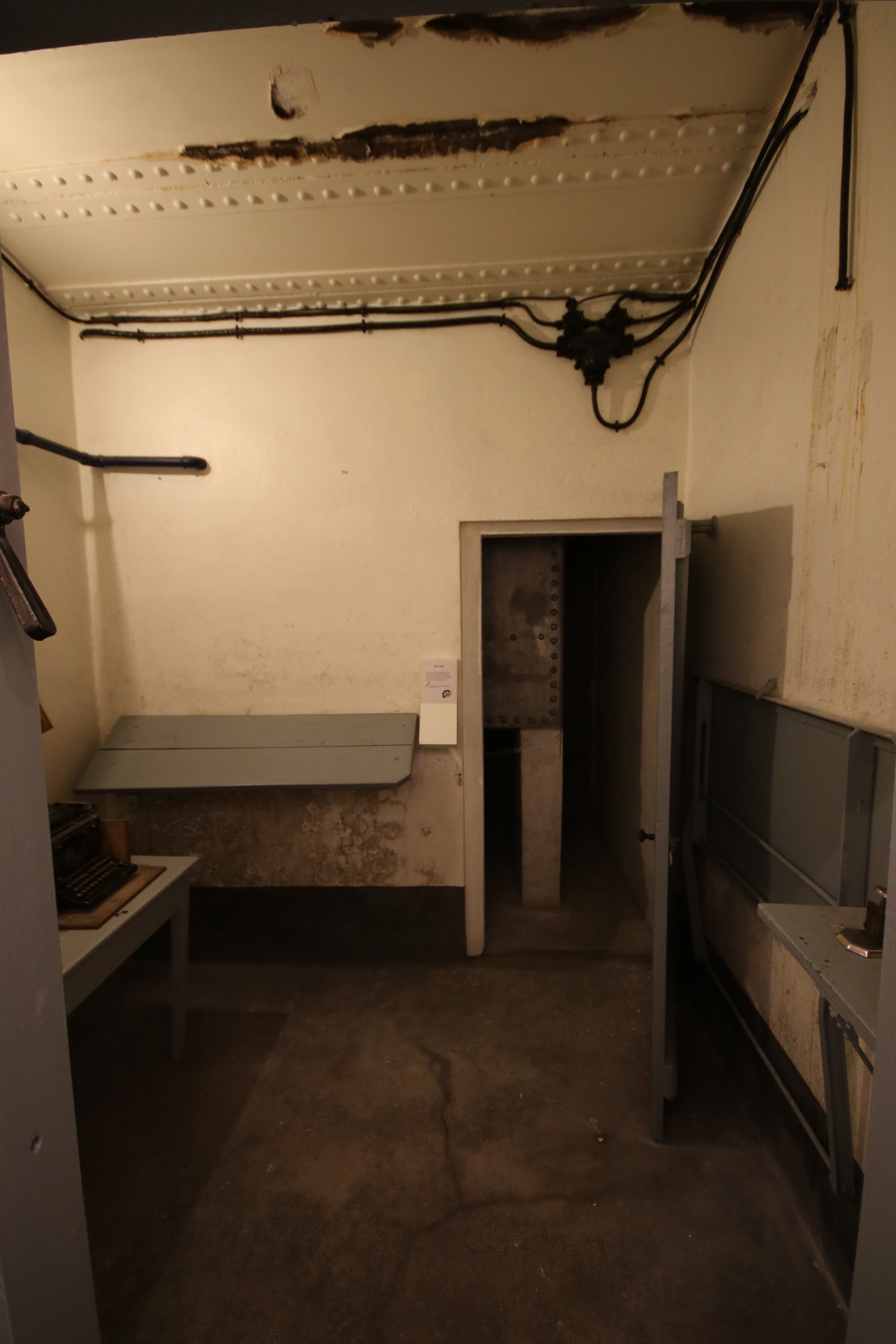
Poste de commandement de l'ouvrage.

## Histoire
La construction de l'ouvrage a coûté un total de 4,2 millions de francs (valeur de décembre 1936). Le commandant de l'ouvrage était le lieutenant Jubelin.

### État actuel
Il est visitable par le public.